# Момају (Олт)
Момају (рум. Momaiu) насеље је у Румунији у округу Олт у општини Татулешти. Oпштина се налази на надморској висини од 264 m.

## Становништво
Према подацима из 2002. године у насељу је живело 134 становника, од којих су сви румунске националности.